# Horama grotei
Horama grotei là một loài bướm đêm thuộc phân họ Arctiinae, họ Erebidae.